# Upstart
Sous Unix, Upstart est un remplaçant du  daemon init qui se base sur les événements.  Il a été écrit par Scott James Remnant, un employé de Canonical Ltd.  Upstart fonctionne de manière asynchrone. De la même manière qu'il gère le lancement des tâches et daemons au démarrage et leur arrêt à l'arrêt de la machine, il les supervise pendant que le système tourne.
Upstart est inclus dans la version 6.10 Edgy Eft de la distribution GNU/Linux Ubuntu en remplacement de sysinit. Depuis la version 7.04 d'Ubuntu, Feisty Fawn. À terme il est également prévu qu'Upstart remplace aussi cron,  atd, anacron et peut-être même inetd.  À partir de sa neuvième version,  Fedora intègre Upstart en lieu et place de init. Cependant, Upstart est remplacé par systemd dans Fedora 15. Ubuntu remplace également Upstart par systemd à partir de la version 15.04 Vivid Vervet.